# Programme Mariner

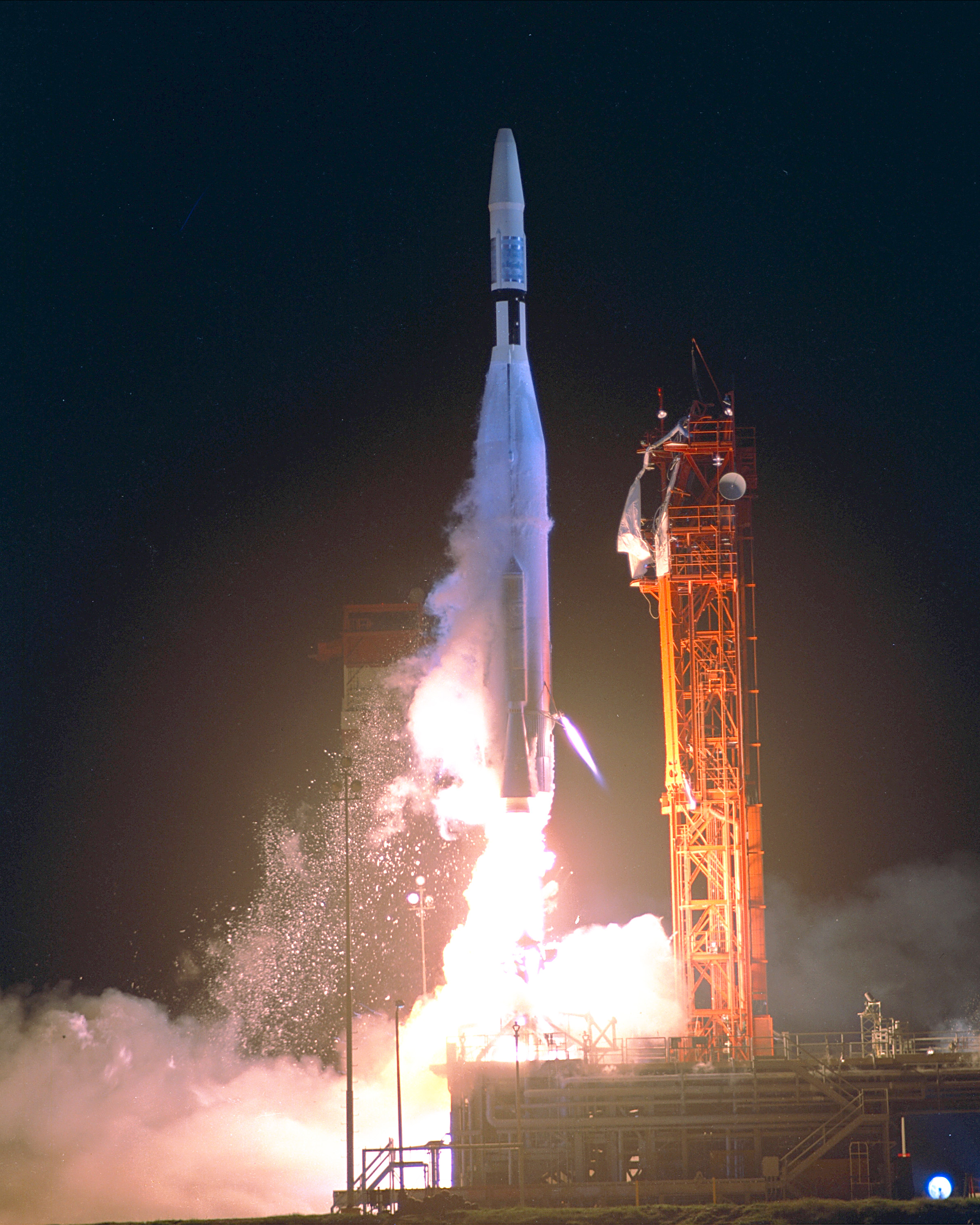
Le lancement de Mariner 1 par un lanceur Atlas-Agena B en juillet 1962.

Le programme Mariner est la première série de missions spatiales américaines de la NASA dont l'objectif était d'étudier les planètes du Système solaire. Dix sondes spatiales, baptisées Mariner 1 à Mariner 10, sont lancées entre 1962 et 1973 vers les planètes les plus proches de la Terre : Mars, Vénus et Mercure.
Ce programme ambitieux assoit la maitrise technique de la NASA et plus particulièrement du Jet Propulsion Laboratory (JPL) (télécommunications, contrôle de l'attitude, automatisation, instrumentation scientifique, fiabilité) dans le domaine de la conception et de la construction des sondes spatiales. Il est à l'origine de plusieurs premières dans le domaine de l'exploration spatiale : première mise en orbite autour d'une planète autre que la Terre, première utilisation de l'assistance gravitationnelle. Sur le plan scientifique, les sondes révolutionnent notre connaissance des trois planètes explorées : cartographie d'une grande partie de la planète Mars et de 45 % de la planète Mercure, composition de l'atmosphère de Mars et Vénus, mesure des champs magnétiques, etc. Pour Mars et Vénus, les résultats modifient radicalement l'image idéalisée de ces planètes que beaucoup de gens et certains scientifiques considéraient jusque là comme des parentes proches de la Terre. Enfin dans le contexte de la course à l'espace les réussites du programme Mariner contribuent à démontrer la supériorité de l'astronautique américaine sur sa concurrente soviétique malgré les succès remarquables de quelques missions à la même époque.
Sur les dix missions lancées, sept sont des succès ce qui représente pour l'époque un résultat remarquable. Les trois autres sont perdues dans des incidents techniques peu après le décollage. Les sondes Mariner partagent une architecture commune basée sur une plateforme de forme hexagonale mais les équipements scientifiques installés varient beaucoup avec une masse comprise entre 202 et 559 kg. Les coûts de recherche, de développement, de lancement et de soutien de la série de véhicules spatiaux Mariner (Mariner 1 à 10) s'élève à 554 millions de dollars américains.

## Contexte et lancement du programme

### LeJet Propulsion Laboratory(JPL) se spécialise dans le développement des sondes spatiales
Dès le début de l'ère spatiale à la fin des années 1950, l'exploration des planètes Mars et Vénus, les plus proches de la Terre dans le système solaire interne, est envisagée. La communauté scientifique, qui se repose sur les observations effectuées par des observatoires terrestres, dispose de peu d'informations sur ces corps célestes. La présence d'une vie, éventuellement d'une vie intelligente, n'est pas exclue même si certaines collectées fournissent des indices peu favorables à cette hypothèse. Aussi l'agence spatiale civile américaine, la NASA, qui vient tout juste d'être créée, envisage de lancer des missions robotiques vers Mars et Vénus vers 1967 et éventuellement des missions avec équipage vers ces destinations vers 1980. Le Jet Propulsion Laboratory (JPL), établissement géré conjointement par la NASA et le California Institute of Technology, a du mal à trouver sa place au sein des établissements de la NASA. D'une part sa principale expertise porte sur les missiles balistiques militaires et d'autre part il continue à être une entité gérée par une université alors que les autres établissements de la NASA sont des organismes fédéraux. La NASA et le JPL, sous l'impulsion de son directeur William H. Pickering, tombent d'accord sur la mission principale du laboratoire, qui doit être de développer des missions robotiques d'exploration du système solaire, mais ils ne s’accordent pas sur la stratégie et le rôle précis du laboratoire. Les dirigeants du JPL souhaitent lancer immédiatement des missions vers Mars et Vénus alors que l'état-major de la NASA veut d'abord étudier la Lune avant de s'aventurer plus loin. Par ailleurs le JPL souhaite conserver la maîtrise de la construction des sondes spatiales, alors que la NASA préférerait que le JPL se limite à la gestion des projets, dont la construction serait sous-traitée aux industriels. La sélection des instruments scientifiques embarqués est également une source de conflit car le JPL souhaite conserver cette tâche alors que l'État-Major de l'agence spatiale estime qu'il est préférable que ce choix soit effectué sous sa supervision,.

### Les premiers engins spatiaux développés par le JPL
Le JPL développe quatre petits satellites scientifiques du programme Explorer dont deux sont perdus à la suite d'une défaillance du lanceur. L'établissement développe ensuite deux missions à destination de la Lune : le lancement de Pioneer 3 est un échec ; Pioneer 4 lancé en 1959 parvient à survoler la Lune mais à une distance plus importante que prévu. La mission est un demi-succès. Se conformant au souhait de la direction de la NASA, le JPL développe ensuite la série des sondes spatiales Ranger destinées à s'écraser sur la Lune tout en collectant des données sur celle-ci, ainsi que la famille des sondes Surveyor qui doivent se poser en douceur sur la Lune pour préparer l'atterrissage des futures missions Apollo. La construction des sondes Surveyor est confiée à la société aérospatiale Hughes Aircraft.

### Développement des premières sondes spatialesMariner
le JPL commence à concevoir les sondes spatiales du programme Mariner, des engins beaucoup plus complexes que les précédents avec une masse de plus de 400 kilogrammes. Pour les placer en orbite, l'établissement commence à développer un étage supérieur de lanceur, baptisé Vega. Mais la NASA, quelques mois après avoir donné son feu vert à ces travaux, décide en 1959 de revenir sur sa décision car elle a décidé d'utiliser les deux étages supérieurs que l'Armée de l'Air développe de son côté : le premier est l'étage Agena qui vient tout juste d'effectuer son premier vol, le second est le Centaur beaucoup plus puissant, dont le premier vol est prévu en 1962. Les ingénieurs du JPL décident de développer une première sonde spatiale Mariner A qui doit survoler la planète Vénus en 1962 et une sonde spatiale plus complexe, Mariner B, qui doit effectuer le premier survol de Mars en 1964. Ces sondes utilisent pour la première fois depuis le début de l'ère spatiale une combinaison d'ergols très performante, hydrogène liquide et oxygène liquide qui doit permettre de lancer les sondes spatiales Mariner. Mais la mise au point du Centaur s'avère difficile et au cours de l'été 1961 l'Armée de l'Air annonce que la date de son premier vol est repoussée. Pour la première mission Mariner, le JPL est contraint d'utiliser l'étage Agena.
En une semaine la conception de Mariner A est complètement revue pour pouvoir réduire sa masse des deux tiers. Les ingénieurs empruntent des composants aux sondes Ranger en cours de fabrication. L'équipe projet dispose de moins d'un an pour mettre au point la sonde spatiale. Celle-ci doit être stabilisée 3 axes — une première pour une sonde spatiale — pour qu'une correction de trajectoire puisse être effectuée au cours de son transit vers Vénus et qu'elle puisse survoler la planète suffisamment près pour collecter des données scientifiques significatives. Les responsables du projet décident de construire deux sondes spatiales jumelles (Mariner 1 et Mariner 2) ainsi qu'un exemplaire de rechange. À l'époque le JPL emploie environ 2 200 personnes. Ces personnes travaillent souvent en parallèle sur plusieurs projets. Environ 250 employés du JPL travaillent sur le projet Mariner ainsi que 34 sous-traitants et près de 1 000 fournisseurs de pièces détachées. Le coût de développement de Mariner 1 et Mariner 2 s'élève à 47 millions $, une somme importante pour l'époque mais qui sera largement dépassée par les projets suivants.

## Les sondesMariner: points communs et différences
Toutes les sondes Mariner sont basées sur un châssis octogonal en magnésium, contenant l'électronique de bord, sur lequel est fixé l'équipement tel que les systèmes de communication, les systèmes d'imagerie (appareils photos, caméras de télévision), la propulsion et les sources d'énergies. Le châssis est lui-même conçu pour recevoir huit modules standardisés, un par face, permettant d'héberger les appareils scientifiques et les accumulateurs.
L'énergie est fournie par quatre panneaux solaires, sauf pour Mariner 1, Mariner 2 et Mariner 10 qui n'en ont que deux. De plus, à l'exception des sondes Mariner 2 et Mariner 5, toutes sont équipées d'une caméra de télévision.
Les sondes Mariner sont stabilisées sur 3 axes grâce à des capteurs solaires et un viseur d'étoiles utilisant l'étoile Canopus (Alpha Carinae), la deuxième étoile la plus brillante du ciel nocturne.
Les sondes Mariner sont conçues à l'origine pour être lancées par le lanceur Atlas-Centaur. Les retards accumulés dans la conception de ce dernier imposent l'utilisation du lanceur Atlas-Agena B, moins puissante, pour les cinq premières missions. Les sondes Mariner 1 et Mariner 2 doivent même être amputées d'une partie de ses équipements scientifiques déjà montés pour réduire son poids.

### Mariner 1etMariner 2
Mariner 1 et Mariner 2 diffèrent des autres sondes Mariner en plusieurs points. Elles sont en fait dérivées des sondes Ranger 1 et Ranger 2. Le programme Ranger et le programme Mariner sont très liés dans leurs architectures, les premières sondes du programme Ranger ayant servi de banc d'essai pour le concept Mariner. La réussite de la mission Mariner 2 permet de passer à l'étape suivante.
Techniquement, le châssis de la sonde est plus simple. C'est un hexagone, réduisant de fait le nombre de modules à six. De plus, il y a une structure sous le châssis, supportant l'antenne haut gain, celle-ci se repliant sous la sonde pour le lancement, et les panneaux solaires. Les réservoirs de carburant sont aussi montés à l'extérieur du châssis.

### Évolutions du concept
Les premières sondes à reprendre la conception des Mariner sont Voyager 1 et Voyager 2. Bien que rattachées initialement au programme Mariner (il s'agit initialement des sondes Mariner 11 et 12), elles sont considérablement modifiées pour s'adapter aux contraintes de l'exploration des planètes Saturne et Jupiter (éloignement, faiblesse de l'éclairement solaire, vitesse nécessaire) et donnèrent naissance à un programme à part entière.
Plus tard, les orbiteurs du programme Viking utilisèrent une sonde de type Mariner 9 largement améliorée. Les sondes Magellan (étude de Vénus) et Galileo (étude de Jupiter) ont aussi comme base certaines parties du programme Mariner.
Une seconde génération de sondes de type Mariner, appelée Mariner Mark II, est conçue, bien que le projet est annulé pour raisons budgétaires. Néanmoins, cette seconde génération a malgré tout servi comme base pour la sonde Cassini-Huygens, ou comme inspiration pour la sonde New Horizons.
| Nom        | Date lancement   | Lanceur       | Objectif          | Masse     | Première ?                                                                       | Résultats |
| ---------- | ---------------- | ------------- | ----------------- | --------- | -------------------------------------------------------------------------------- | --- |
| Mariner 1  | 22 juillet 1962  | Atlas-Agena B | Survol de Vénus   | 202,8 kg  |                                                                                  | Échec du lanceur. |
| Mariner 2  | 27 août 1962     | Atlas-Agena B | Survol de Vénus   | 202,8 kg  | Premier survol de Vénus et d'une autre planète                                   | Rotation rétrograde lente, températures élevées, absence de champ magnétique, couche épaisse et continue de nuages.       |
| Mariner 3  | 5 novembre 1964  | Atlas-Agena D | Survol de Mars    | 260,8 kg  |                                                                                  | Échec du lanceur. |
| Mariner 4  | 28 novembre 1964 | Atlas-Agena D | Survol de Mars    | 260,68 kg | Premier survol de Mars                                                           | Photos de la surface de Mars, pression atmosphérique et température au sol, champ magnétique.                             |
| Mariner 5  | 14 juin 1967     | Atlas-Agena D | Survol de Vénus   | 244,9 kg  |                                                                                  | Pression atmosphérique, température, dimensions de la planète, composition chimique de l'atmosphère.                      |
| Mariner 6  | 24 février 1969  | Atlas-Centaur | Survol de Mars    | 411,8 kg  |                                                                                  | Photos de 20 % de la surface, composition de l'atmosphère, composition de la calotte polaire sud, forme et masse de Mars. |
| Mariner 7  | 27 mars 1969     | Atlas-Centaur | Survol de Mars    | 411,8 kg  |                                                                                  | Voir Mariner 6. |
| Mariner 8  | 9 mai 1971       | Atlas-Centaur | Orbiteur martien  | 558,8 kg  |                                                                                  | Échec de l'étage Centaur.                                                                                                 |
| Mariner 9  | 30 mai 1971      | Atlas-Centaur | Orbiteur martien  | 558,8 kg  | Première sonde à se placer en orbite autour d'une autre planète                  | Couverture photo détaillée de la planète, observation des tempêtes de poussière.                                          |
| Mariner 10 | 3 novembre 1973  | Atlas-Centaur | Survol de Mercure | 473,9 kg  | Premier survol de Mercure, première utilisation de l'assistance gravitationnelle | Photos du sol de Mercure, champ magnétique.                                                                               |

## Historique des missions
Les sondes Mariner sont au nombre de dix. Leur lancement est réalisé entre le 22 juillet 1962 et le 3 novembre 1973.

### Mariner1 et 2

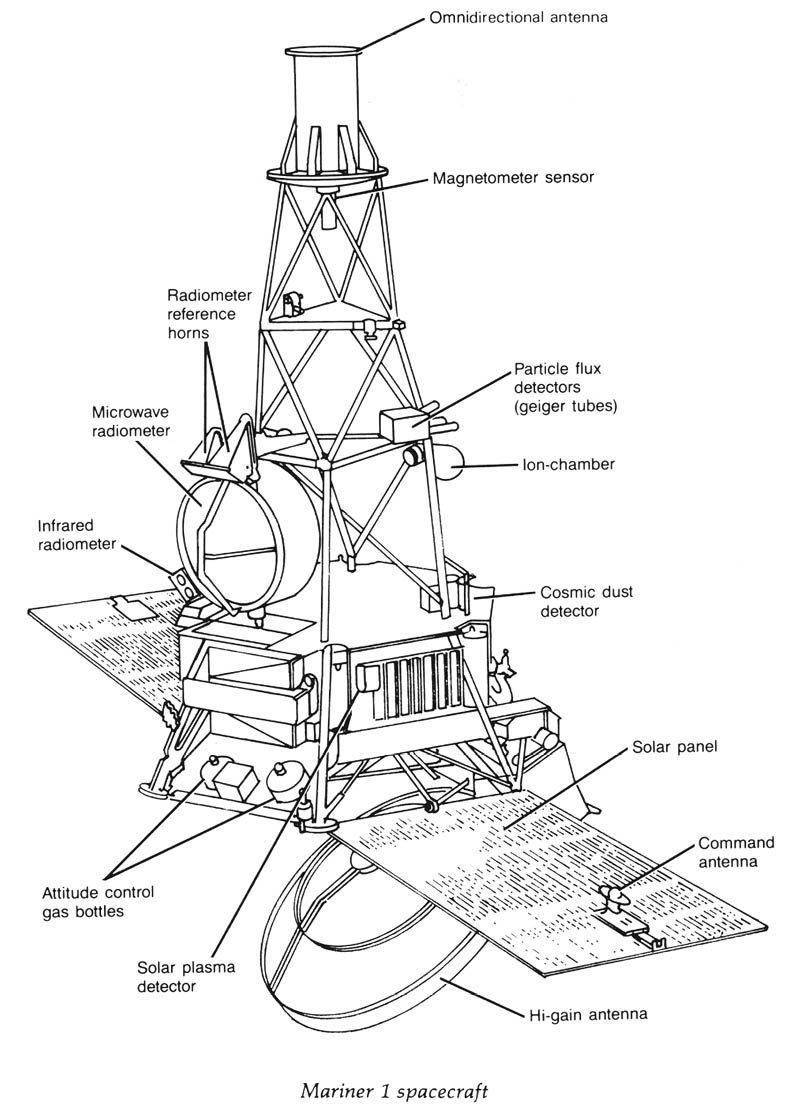
Diagramme des sondes Mariner 1 et Mariner 2.

La première fusée américaine à disposer d'une capacité suffisante pour lancer des sondes interplanétaires est l'Atlas-Agena. Celle-ci est utilisée pour la première fois en 1962 pour lancer vers Vénus les deux premières sondes spatiales Mariner. Vénus constitue en effet une cible plus facile que Mars qui est à la fois plus éloignée du Soleil et de la Terre. Une sonde martienne nécessite une meilleure isolation thermique, une redondance plus poussée (compte tenu de la durée du transit) et un équipement radio plus puissant. Le lanceur Atlas-Agena ne permet de lancer que des sondes spatiales légères. Les deux premières sondes spatiales, qui ont une masse d'environ 200 kilogrammes, emportent néanmoins une suite instrumentale comprenant des détecteurs de rayonnement micro-ondes et infrarouge, de poussière cosmique, de plasma solaire, et de radiations à haute énergie ainsi qu'un magnétomètre.
La première sonde spatiale, Mariner 1, est victime d'un dysfonctionnement de son lanceur et est détruite 5 minutes après son lancement. Une légende urbaine veut qu'un simple point mis à la place d'une virgule dans un programme Fortran utilisé par le système de pilotage du lanceur serait à l'origine de sa défaillance. En fait, ce bogue concerne le programme Mercury, et est corrigé avant la moindre conséquence sérieuse. C'est pourtant bien un simple caractère, qui a eu raison de la sonde. Dans une spécification manuscrite, un tiret surmontait une variable pour signifier que la valeur associée devait être lissée dans le temps. Cette notation est ignorée par le programmeur qui emploie la valeur brute. Cela n'aurait pas prêté à conséquence si le capteur d'altitude du lanceur n'était pas tombé en panne, et si le programme erroné au sol n'avait pas pris le relais, menant le lanceur sur une trajectoire instable, puis incontrôlable.
Mariner 2, doublure de Mariner 1, est lancée avec succès le 27 août 1962. Au terme de 3 mois et demi de voyage, elle survole la planète Vénus comme prévu, devenant ainsi la première sonde à survoler une planète autre que la Terre, et permet de faire les toutes premières observations de Vénus.

### Mariner3 et 4

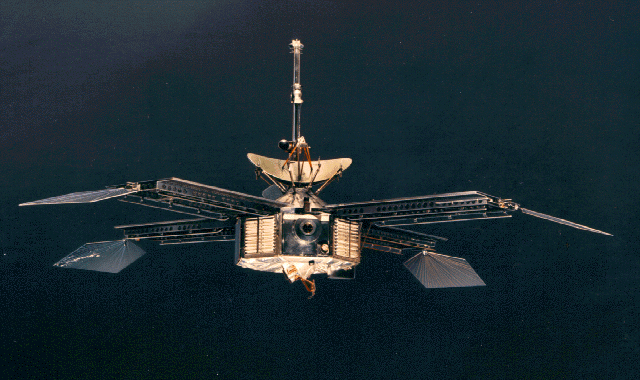
La sonde Mariner 3.

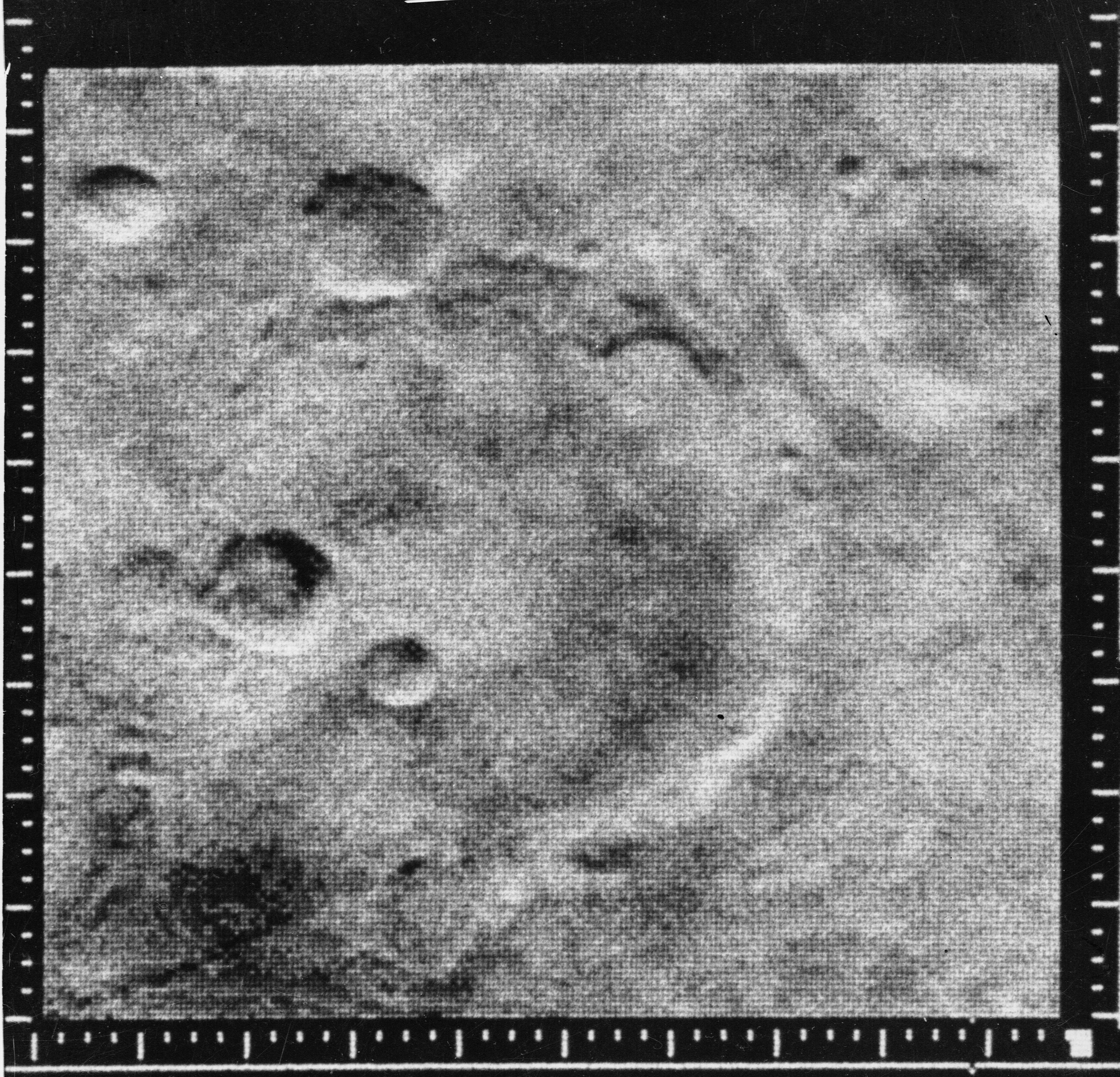
Une des photos prises par Mariner 4 montre une surface couverte de cratères.

Les missions suivantes, Mariner 3 et Mariner 4 ont pour objectif Mars. Ces premières missions doivent être un simple survol : l'insertion en orbite autour de Mars est préférable sur le plan scientifique car elle permet un temps d'observation sans commune mesure avec celui d'un survol mais ce type de mission est hors de portée des connaissances techniques de l'époque et des capacités de la fusée utilisée car elle nécessite une rétrofusée de forte masse. La petite sonde (260 kg) est équipée d'une caméra qui doit retransmettre les premières images de la planète mais également d'un magnétomètre pour en mesurer le champ magnétique ainsi que des instruments destinés à analyser le vent solaire, les particules énergétiques et les micrométéorites à proximité de Mars et dans l'espace interplanétaire. Mariner 3 et Mariner 4 sont programmées pour la prochaine fenêtre de lancement qui s'ouvre en 1964. Mariner 3 est lancée le 5 novembre 1964 mais la coiffe ne s'éjecte pas correctement et la sonde est perdue.
Lors du lancement de Mariner 3, un défaut de conception fait que la coiffe surmontant la sonde ne se sépare pas comme prévu. Les panneaux solaires ne pouvant se déployer, ni recevoir de lumière, la sonde tourne sur ses accumulateurs jusqu'à épuisement. Elle est en orbite héliocentrique, toujours surmontée de sa coiffe. Ce problème est rapidement identifié et corrigé et le 28 novembre 1964, le lancement de Mariner 4 est un succès. La sonde spatiale entame son voyage de huit mois vers Mars. Le 14 juillet 1965, Mariner 4 survole Mars et fournit les premières images détaillées de sa surface. Les 22 photos d'une qualité moyenne qui sont prises, couvrent environ 1 % de la superficie de Mars : elles révèlent un paysage de type lunaire couvert de cratères d'impact qui d'après leur aspect remontent à une période comprise entre deux et quatre milliards d'années. En apparence la planète ne connaît et n'a connu aucun phénomène d'érosion qui trahisse la présence d'eau. La partie photographiée ne présente par ailleurs aucun relief, montagne ou vallée. Cette vision déprimante met fin aux spéculations d'une Mars planète jumelle de la Terre popularisée par des auteurs de fiction comme Edgar Rice Burroughs et H.G. Wells. La pression atmosphérique mesurée est tellement faible (4,1 à 7,0 millibars, soit 0,5 % de celle de la Terre) que les scientifiques émettent l'hypothèse que les calottes polaires ne sont pas couvertes de glace d'eau mais de dioxyde de carbone. La température de surface mesurée, −100 °C, est également beaucoup plus basse que prévu. Enfin, aucun champ magnétique n'est détecté alors que l'existence de celui-ci est une condition indispensable pour permettre à des êtres vivants de survivre en surface,. Après le survol, qui dure 25 minutes, la sonde continue sa route, tout en transmettant des informations scientifiques sur son environnement. Elle termine sa mission le 21 décembre 1967, après avoir subi un bombardement de micrométéorites qui la met hors service.

### Mariner5

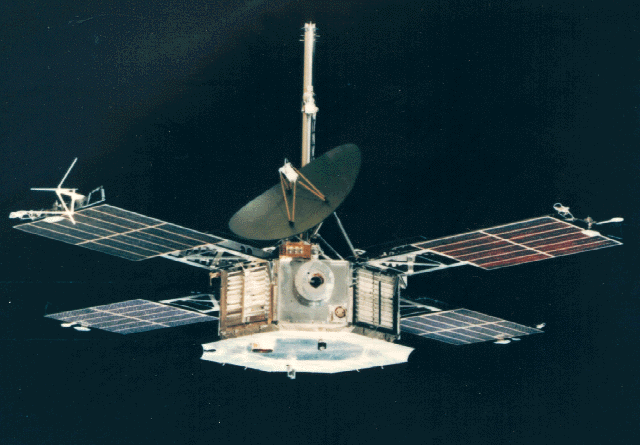
La sonde Mariner 5.

- mission : survol de la planète Vénus.
- types de capteurs : photomètre à ultraviolets, poussières cosmiques, plasma solaire, radiations, champs magnétiques, occultation radio et mécanique céleste.
- statut de la mission : succès.
- état de la sonde : en orbite héliocentrique.

Mariner 5 est à l'origine une doublure pour Mariner 4. Mais après le succès éclatant de cette dernière, il est décidé de profiter de cette sonde supplémentaire pour étudier Vénus. Après quelques modifications pour l'adapter à ce nouvel environnement, elle est lancée avec succès le 14 juin 1967.
Elle survole la planète Vénus comme prévu, et permet de récolter des informations bien plus précises que Mariner 2. L'occultation radio permet aussi de mieux comprendre les relevés de température et de pression faits peu de temps avant par Venera 4, ce qui permet de confirmer définitivement l'environnement extrême de Vénus.

### Mariner6 et 7

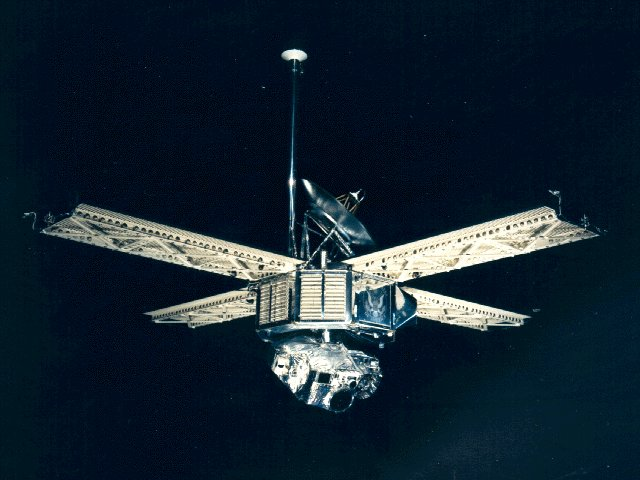
Maquette de la sonde Mariner 6.

À la fin de la décennie 1960, la NASA dispose enfin d'un lanceur plus puissant, l'Atlas Centaur. Celui-ci est utilisé en février et en mars 1969 pour lancer Mariner 6 et Mariner 7. Les sondes spatiales sont beaucoup plus lourdes avec une masse de 400 kg ce qui leur permet d'emporter des caméras plus sophistiquées. Elles emportent également un spectromètre infrarouge, un radiomètre, un spectromètre ultraviolet et doivent effectuer des mesures par occultation radio. Il n'est toujours pas question de se mettre en orbite autour de Mars mais de survoler celle-ci à faible distance. Les deux sondes spatiales atteignent leur destination. Mariner 7 subit une avarie environ une semaine avant le survol de Mars. Un de ses accumulateurs explose, déviant la sonde de sa trajectoire à cause d'une fuite de gaz, et coupant son antenne haut gain. Heureusement, cette dernière peut être remise en fonctionnement, et la trajectoire corrigée.
Les deux sondes spatiales réussissent un survol à faible distance (3 500 km), qui a lieu respectivement fin juillet et début août. Leurs caméras réussissent à prendre près de 1 200 photos de bonne qualité qui couvrent 10 % de la superficie de la planète et confirment son apparence désolée et l'absence de toute végétation. La température de la calotte polaire, mesurée à l'aide d'un radiomètre infrarouge, −133 °C indique que celle-ci est constituée de dioxyde de carbone. Enfin, la mesure de l'atténuation du signal radio des sondes au moment où elles passent derrière la planète permettent de confirmer la pression atmosphérique mesurée lors des missions précédentes. Le succès de ces missions est occulté pour le grand public par les premiers pas de l'Homme sur la Lune intervenus quelques jours plus tôt. On apprendra 20 ans plus tard, lorsque la glasnost permettra d'accéder aux événements cachés par l'histoire officielle, que les soviétiques ont lancé à la même époque les sondes spatiales Mars 1969A (ou Mars M-69 No.521) et Mars 1969B, équipés chacun d'un orbiteur et d'un atterrisseur qui ont toutes les deux été victimes d'une défaillance de leur lanceur Proton.

### Mariner8 et 9

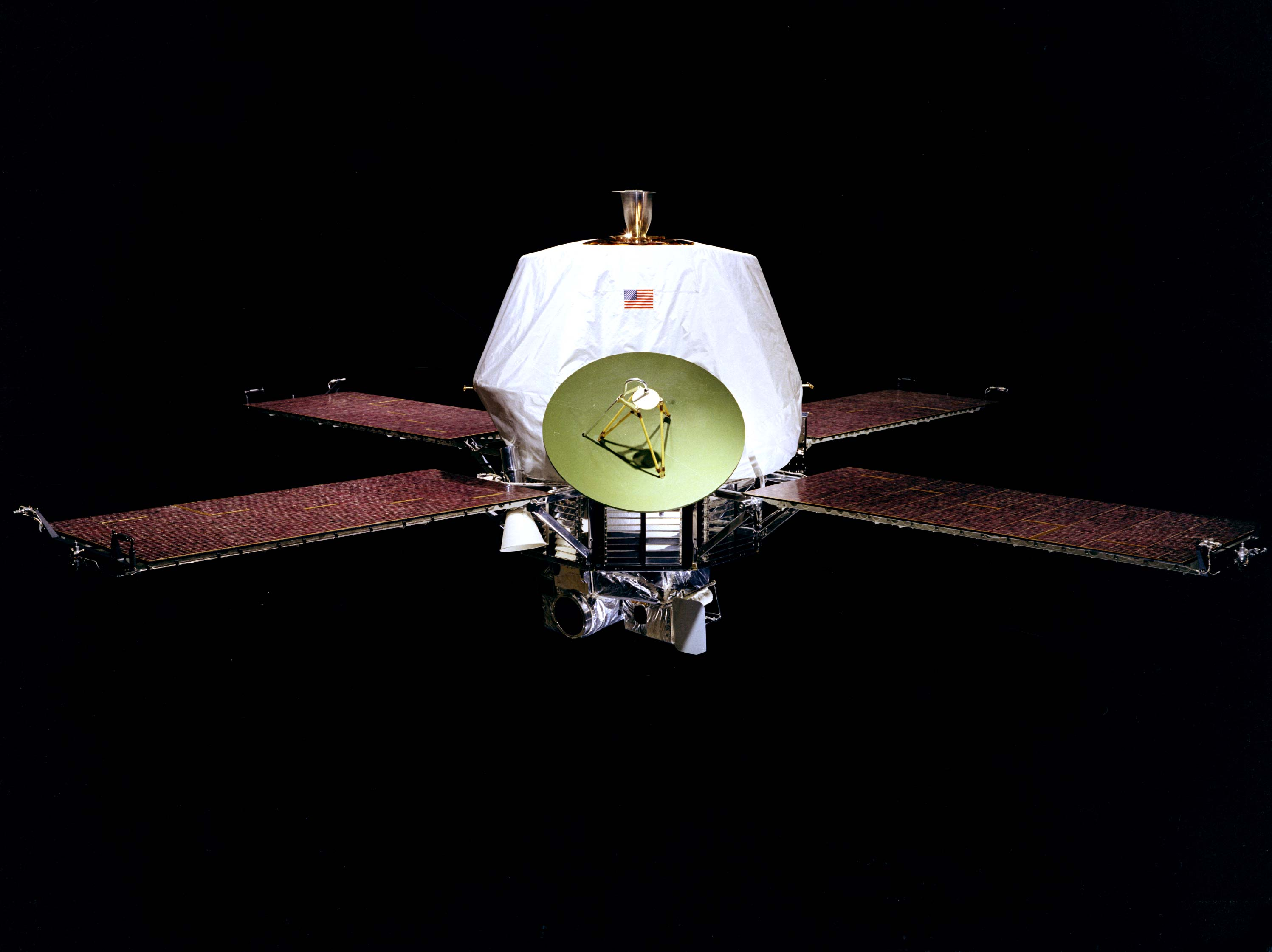
La sonde Mariner 9.

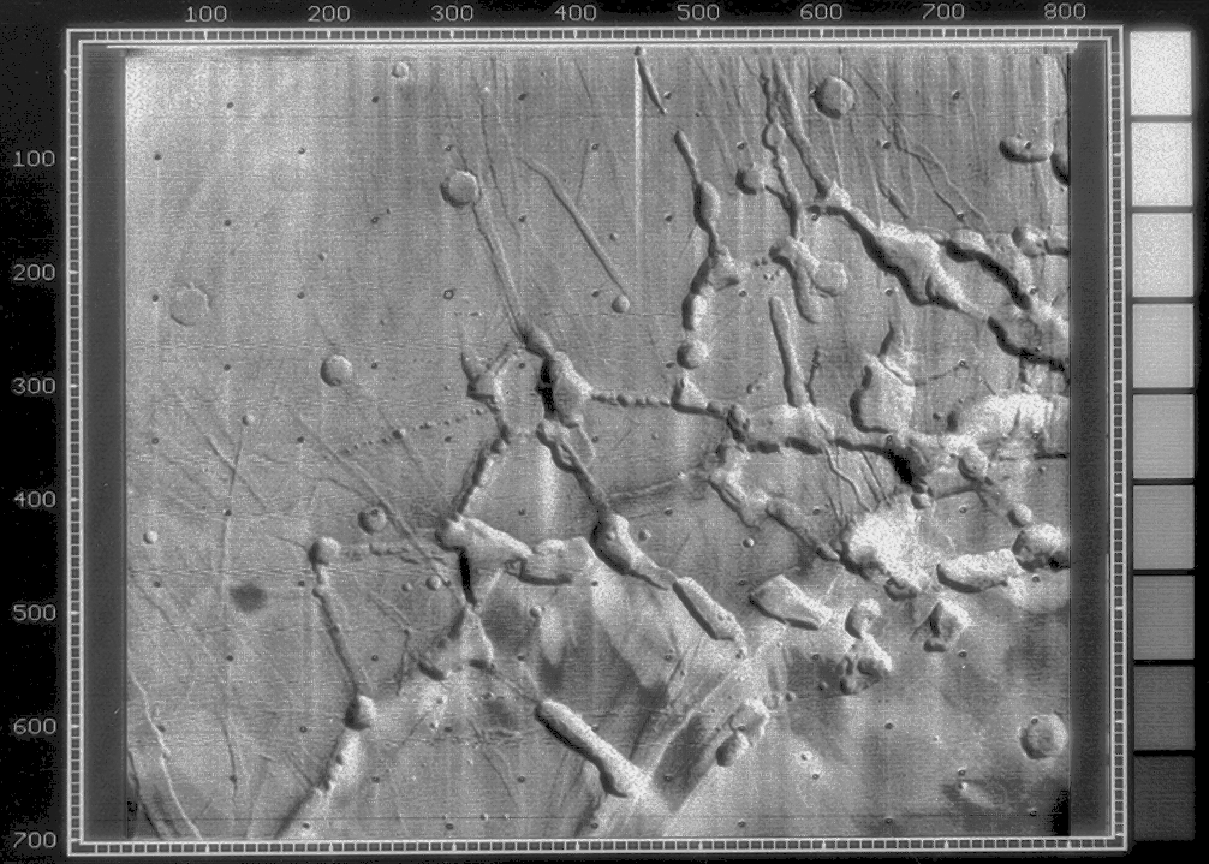
Les canyons de Noctis Labyrinthus photographiés par Mariner 9.

Pour la fenêtre de lancement vers Mars suivante, en mai 1971, la NASA décide, pour des raisons budgétaires, de ne pas tenter un atterrissage mais de lancer deux orbiteurs chargés d'étudier de manière systématique la surface de Mars en particulier les calottes polaires et certaines formations détectées sur les photos prises en 1969 qui s'écartent du modèle lunaire. Ces engins sont nettement plus lourds (près d'une tonne) car ils emportent une rétrofusée pour la mise en orbite autour de Mars ; ils sont désormais lancés par des fusées Atlas Centaur. La première, Mariner 8, est lancée le 8 mai mais elle est victime d'une défaillance du second étage du lanceur et retombe dans l'océan Atlantique. Ce qui réjouit les Russes car deux jours plus tard, le 10, ils lancent en secret un engin baptisé Cosmos 419, dans le but de concurrencer les Américains. Mais eux aussi connaissent l'échec car leur fusée ne parvient pas à quitter l'orbite terrestre. C'est finalement Mariner 9, lancée trois semaines plus tard, le 30 mai 1971, qui va devenir le 14 novembre le premier satellite artificiel d'une autre planète que la Terre.
À l'arrivée de Mariner 9 à proximité de sa destination, Mars est complètement voilée par une tempête de poussière qui ne se calme qu'au bout d'un mois. L'orbiteur est placé sur une orbite elliptique de 1 650 × 16 860 km qui lui permet de réaliser une cartographie de 70 % de la surface de Mars. La sonde spatiale transmet des images qui révèlent une planète très différente et beaucoup plus intéressante que ce qu'avait laissé entrevoir Mariner 6. La sonde spatiale découvre notamment l'énorme canyon de Valles Marineris profond de 6 km large d'une centaine de kilomètres et long de plusieurs milliers de kilomètres. Celui-ci se prolonge par des formations géologiques qui ressemblent à des vallées asséchées. La caméra de la sonde spatiale photographie dans la région d'Hellas des plaines comportant peu de cratères donc géologiquement relativement jeunes. Enfin, on découvre plusieurs anciens volcans dont Olympus Mons qui avec ses 25 km de haut constituent le relief le plus élevé du système solaire. Les satellites Phobos et Déimos sont également photographiés. De nombreuses formations donnent à penser que l'eau a coulé par le passé sur Mars. La vie a pu apparaître comme sur Terre à cette époque mais le seul moyen de le savoir est d'étudier sur place le sol de la planète, mission confiée au programme Viking en plein développement à cette époque.

### Mariner10

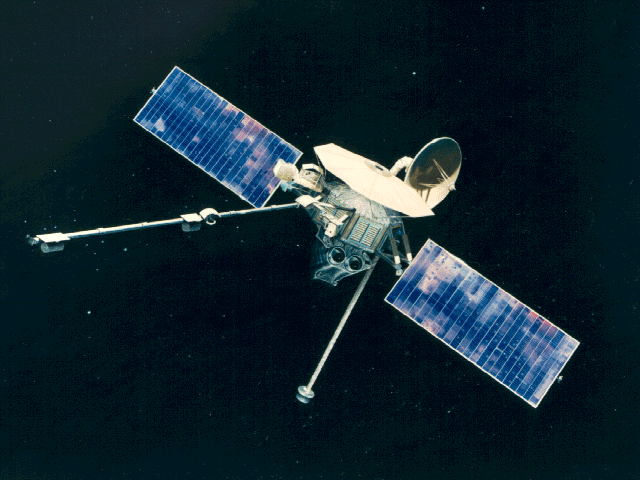
La sonde Mariner 10.

- mission : survol de la planète Vénus et de la planète Mercure.
- types de capteurs : deux caméras moyen angle avec enregistreur numérique, radiomètre infrarouge, plasma solaire, particules chargées, champs magnétiques, spectromètre à ultraviolets, occultation radio et mécanique céleste.
- statut de la mission : succès.
- état de la sonde : en orbite héliocentrique.

Mariner 10 est probablement la mission la plus riche du programme Mariner. Elle est lancée avec succès le 3 novembre 1973.
Conçue à l'origine pour étudier uniquement la planète Vénus, les ingénieurs découvrent que des ajustements minimes de sa trajectoire permettent d'aller jusqu'à la planète Mercure, en utilisant la gravité de Vénus comme fronde. La manœuvre est exécutée, et Mariner 10 devient la première sonde à avoir utilisé l'assistance gravitationnelle d'une planète pour modifier sa trajectoire. Le concept de la voile solaire est aussi utilisé pour la première fois, pour compenser une panne matérielle.
Après le survol de Vénus, la sonde se dirige vers Mercure. Elle réussit à réaliser trois passages, accumulant de nombreuses photos d'une qualité sans précédent, et permettant de comprendre certains mystères de Mercure. Mariner 10 devient ainsi la première sonde à observer Mercure.

### Mariner11 et 12
La NASA planifie un sous-programme ambitieux au programme Mariner. Si ce dernier a comme but l'étude de Mars et Vénus, puis de Mercure, ce sous-programme doit étudier la planète Jupiter et la planète Saturne. Ce sous-programme spécifique est nommé temporairement Mariner Jupiter-Saturn 1977 program.
Du fait de la position éloignée des deux géantes gazeuses, et leur nature, de nombreuses questions techniques doivent trouver une réponse :
- comment obtenir une précision suffisante de la trajectoire ?
- la ceinture d'astéroïdes est-elle dangereuse ?
- comment utiliser l'assistance gravitationnelle alors que de nombreuses lunes sont présentes autour des planètes ?
- des panneaux solaires seront-ils suffisants pour assurer l'énergie des sondes ?

Toutes ces questions trouvent une réponse, mais rapidement les adaptations et modifications nécessaires deviennent trop importantes, s'éloignant de plus en plus de la base du programme Mariner. La NASA sépare complètement les deux programmes. Enfin, en 1977 le Mariner Jupiter-Saturn program est nommé programme Voyager, jugé plus communicant.

## Les résultats scientifiques
Les missions du programme Mariner sont à la fois à l'origine de plusieurs premières techniques dans le domaine de l'exploration spatiale et bouleversent nos connaissances sur les planètes les plus proches de la Terre.
Le programme Mariner est extrêmement riche en résultats scientifiques. L'espace interplanétaire est alors très mal connu, et tout reste à découvrir. Premièrement, trois planètes sont ainsi découvertes pour la première fois, les seules observations possibles étant alors faites par des télescopes terrestres. Ensuite, de nombreuses dynamiques solaires sont étudiées, voire découvertes. Tel que le vent solaire, dont le principe est utilisé pour la première fois par la sonde Mariner 10 pour ralentir sa course un peu trop rapide, ou l'observation du plasma éjecté par le Soleil. Les connaissances sur le « vide » stellaire font aussi un bond en avant, grâce à de nombreuses expériences scientifiques embarquées.
De plus, pour la première fois, il est possible de voir d'autres planètes que la Terre, ce qui permet de faire avancer les hypothèses sur notre propre planète et sur la création du Système solaire.

### Mercure
La dernière planète étudiée par une sonde Mariner, Mercure pose de très nombreuses énigmes aux chercheurs. En effet, du fait de sa position si rapprochée du Soleil, il est presque impossible de l'observer correctement depuis la Terre, et aucune sonde n'a encore été envoyée pour l'étudier.
Mariner 10 permet de mettre fin aux spéculations. La sonde y découvre un champ magnétique, là où les chercheurs ne pensent pas en trouver un. Une atmosphère, bien que légère, est aussi détectée. Et près de 3 500 photographies sont prises, d'une qualité exceptionnelle, permettant une étude géologique de la planète.
En 2019, Mariner 10 est la seule sonde avec Messenger à avoir étudié la planète Mercure.

### Vénus
Le programme Mariner apporte beaucoup en ce qui concerne la planète Vénus. De nombreux instruments l'étudie. De la cartographie radar aux mesures sur différentes longueurs d'onde, en passant par les mesures de température, ou encore la composition de son atmosphère. Beaucoup de découvertes sont faites par les sondes Mariner, alors en pleine course contre le programme Venera de l'URSS.

### Mars
Planète mystérieuse jusqu'à la mission Mariner 4, c'est véritablement l'avancée la plus importante réalisée par le programme Mariner.
Avec les premières images de Mariner 4, c'est tout un pan de théories qui laisse place à des faits réels. Une vie martienne devient, au mieux, impossible. Et c'est tout un monde qui doit être étudié sur des bases totalement nouvelles. Les missions Mariner vont alors se succéder, et apporter à chaque fois leurs lots de résultats scientifiques.